# Teberia
Teberia — портал, який був створений наприкінці 2003 року групою ентузіастів, пов'язаних із Школою підземної експлуатації як тематичним порталом, що займається широко зрозумілою галуззю мінеральних ресурсів в Польщі та інших країнах.

## Загальний опис
Гірничий портал Польщі. На початку XXI ст. — один з найбільших гірничих порталів Європи. Портал Teberia — спадок та історія гірництва.
Територіально розміщений в Кракові.
Станом на 2010-ті роки включав такі рубрики: Serwis info — Biznes info — Bibliografia — Galeria — Encyklopedie i Leksykony — Forum dyskusyjne — Świat nauki — Nowe technologie — Linki — Vademecum info — Księgarnia — Jubileusze — Tradycje górnicze — Z życia Żaka — Redakcja — Nasza nazwa — PRACA — REKLAMA — SEP — IMF
Портал у цей період вміщував матеріали в польській, англійській, українській, російській мовах. У рубриці Encyklopedie i Leksykony зокрема розміщено українську Малу гірничу енциклопедію (під ред. В. С. Білецького).
Teberia — видання, присвячене широко зрозумілим інноваціям — видає Фонд університету науки і технологій AGH Станіслава Сташица в Кракові. Фонд був створений для підтримки Університету науки і технологій AGH і зареєстрований у травні 2007 року за ініціативою dr inż. Єжи Кіцкі. Засновник Фонду ректор Університету науки і технологій AGH, проф. доктор хаб. Інж. Антоні Тайдуш.

## Учасники проекту
- Polska Akademia Nauk — Польська академія наук
- Instytut Gospodarki Surowcami Mineralnymi i Energią
- Akademia Górniczo-Hutnicza — Гірничо-металургійна академія імені Станіслава Сташиця
- Wydział Górnictwa i Geoinżynierii

Організатор: Szkoła Eksploatacji Podziemnej Instytut GSMiE PAN

## Розвиток ресурсу
Станом на 2020 р. портал Teberia.pl трансформовано, після чого він охоплює ширшу тематику — події, новини, проблеми, інновації в галузі науки, технології, економіки. Портал у новому вигляді містить рубрики: NAUKA — TECHNOLOGIE — GOSPODARKA — CZŁOWIEK — MAGAZYN — GALERIA — WIDEO.
Основний елемент сучасного вебсайту є цифрове видання щомісячного журналу «Teberia».